# Richard Maurice Bucke

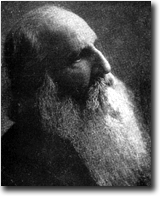
Richard Maurice Bucke

Richard Maurice Bucke (* 18. März 1837 in Methwold, England; † 19. Februar 1902 in London (Ontario), Kanada), auch Maurice Bucke, war ein bedeutender kanadischer progressiver Psychiater des 19. Jahrhunderts. In jungen Jahren galt er als Abenteurer; er studierte Medizin, praktizierte als Psychiater in Ontario und war mit einer Reihe von Gelehrten in Kanada, den USA und England befreundet. Er verfasste und publizierte Fachartikel sowie drei Studien in Buchform: Man's Moral Nature, Walt Whitman und Cosmic Consciousness, für das er am bekanntesten ist, ein Klassiker der modernen Studien über mystische Erfahrungen.

## Biografie
Bucke wurde 1837 im englischen Methwold als Sohn von Rev. Horatio Walpole Bucke und seiner Ehefrau Clarissa Andrews geboren. Die Familie emigrierte im Jahr darauf nach Kanada und ließ sich in London, Ontario nieder. Als Nachkomme einer großen Familie erlebte er eine typische Jugend als Bauernkind. Mit 16 Jahren verließ er sein Elternhaus und reiste südwärts in die USA, um Neues und Abenteuer zu erleben. Von Columbus (Ohio) reiste er bis nach Kalifornien und verdiente sich Reise und Unterhalt durch allerlei Gelegenheitsarbeiten. Als Mitglied einer Reisegesellschaft musste er während eines Überfalls der Shoshone um sein Leben kämpfen, als sie deren Territorium durchquerten.
Im Winter 1857/58 wäre er in den Bergen Kaliforniens fast erfroren; er war der einzige Überlebende einer Gesellschaft, die Silberbergbau betreiben wollte. Er musste sich zu Fuß aus den Bergen retten, wobei er schwere Erfrierungen erlitt (er verlor einen Fuß und mehrere Zehen) und erholte sich nur langsam von diesen Strapazen. 1858 kehrte er über die Landenge von Panama nach Kanada zurück.
Anschließend schrieb er sich in die medizinische Fakultät der McGill University in Montreal und lieferte seine Dissertation 1862 ab. Obwohl er kurz als Schiffsarzt arbeitete, um seine Überfahrt zu finanzieren, wollte er sich weiter in Psychiatrie spezialisieren. Sein Berufspraktikum absolvierte er im englischen London von 1862 bis 1863 am University College Hospital. Von dort aus besuchte er Frankreich. Einige Jahre lang war er begeisterter Anhänger der positivistischen Philosophie Auguste Comtes. Darüber hinaus las er auch gerne Gedichte.
1864 kehrte er nach Kanada zurück und heiratete 1865 Jessie Gurd. Das Paar hatte acht Kinder.
Im Januar 1876 wurde Bucke Leiter der Irrenanstalt in Hamilton; 1877 wurde er Direktor der Bezirksirrenanstalt in London, Ontario, und behielt diesen Posten bis fast an sein Lebensende. Bucke war zu seiner Zeit ein Progressiver, glaubte an menschenfreundliches Miteinander und eine Normalisierung des Tagesablaufs in der Anstalt. Er ermunterte zu sportlicher, organisierter Betätigung und was wir heute Beschäftigungstherapie nennen würden.
Bucke hatte stets Freunde unter Literaten und Literaturliebhabern, speziell der Poesie. 1869 las er die Leaves of Grass, einen Gedichtband des amerikanischen Poeten Walt Whitman, und war tief beeindruckt. Acht Jahre später begegnete er Whitman in Camden; die beiden entwickelten eine dauerhafte Freundschaft. Bucke bestätigte später, dass Whitman ihn zu einer höheren Existenzebene erhoben und ihn dort etabliert habe. Bereits sechs Jahre später publizierte er eine Biografie des Dichters.
Daneben schrieb er eine Reihe von Fachartikeln und publizierte diese, entwickelte eine Theorie der Evolution der menschlichen Intellektuellen und emotionalen Fähigkeiten und schrieb schließlich ein Buch über diese Theorie mit dem Titel Man’s Moral Nature, das 1879 erschien. Drei Jahre später wurde er in die Sektion für englische Literatur der Royal Society of Canada gewählt.

### Erfahrung des kosmischen Bewusstseins
Während seines Aufenthaltes 1872 in London hatte Bucke das Gipfelerlebnis seines Lebens, eine flüchtige mystische Erfahrung, die er als ein paar Momente des „kosmischen Bewusstseins“ ansah. Er beschrieb die Besonderheiten und Auswirkungen dieses „Vermögens“ wie folgt: plötzliche Erscheinung; subjektives Empfinden von Licht (inneres Licht); moralische Erhebung; intellektuelle Erleuchtung; Gefühl der Unsterblichkeit; Verlust der Todesangst; Verlust des Gefühls der Sünde. Der Begriff „kosmisches Bewusstsein“ leitet sich jedoch von einer anderen Besonderheit her: Dem lebhaften Gefühl des gesamten Universums als Leben der Gegenwart statt einer leblosen, reglosen Materie. Diese direkte Wahrnehmung, die zu erklären er die größten Anstrengungen unternahm, erinnert an Johann Wolfgang von Goethes Naturtheorie.
Obwohl er sowohl in Französisch als auch in Deutsch und natürlich in Englisch sehr belesen und sehr durch die Schriften von Whitman beeinflusst war, bekannte Bucke, dass er in seinen Versuchen, Erleuchtungserlebnis besser zu verstehen, Caleb Pink („C.P.“) sehr verpflichtet war, dem er kurz danach begegnete. C.P. war ein Autodidakt und Arbeiter, den viele, die ihn persönlich kannten, als jemanden schilderten, der eine christusähnliche Ausstrahlung hatte und ein bewundernswertes und ehrenwertes Leben führte.

### Sein bekanntestes Buch
Für sein Hauptwerk Cosmic Consciousness: A Study in the Evolution of the Human Mind forschte er viele Jahre und schrieb sehr lange daran. Es wurde 1901, im Jahr vor seinem Tod, publiziert und ist seither immer wieder neu herausgegeben worden. Darin beschreibt er sowohl seine eigenen Erfahrungen als auch die von Zeitgenossen (vor allem Whitmans, aber auch von Unbekannten wie „C.P.“) und die Erfahrungen und Anschauungen von historischen Persönlichkeiten, insbesondere Buddha, Jesus, Paul, Plotinus, Mohammed, Dante, Francis Bacon und William Blake.
Bucke entwickelte eine Theorie, die drei Stufen in der Entwicklung des Bewusstseins umfasst: Das einfache Bewusstsein der Tiere; das Selbstbewusstsein der überwiegenden Mehrheit der Menschheit (inklusive Vernunft, Vorstellungsvermögen etc.); und kosmisches Bewusstsein – eine sich entwickelnde Fähigkeit und die nächste Stufe der menschlichen Entwicklung. Er glaubte, als eines der Ergebnisse dieser Entwicklung eine langfristige historische Tendenz entdeckt zu haben, nach der religiöse Vorstellungen und Theologien ständig weniger fruchtbar wurden.
Überraschenderweise hielt Bucke diese Weiterentwicklung für ebenso evolutionär wie spirituell (das Werk von Charles Darwin beherrschte vermutlich die meisten Gelehrten Auseinandersetzungen des ausgehenden 19. Jahrhunderts). In Cosmic Consciousness (beginnend mit Teil II, Kapitel 2, Abschnitt IV) erklärt er, wie Tiere den Gehörsinn entwickelten (Ortung von Schall), um überleben zu können. Schallortung entwickelt sich durch Frequenzmessungen, die wir als Töne empfinden. Weitere Entwicklungen in diesem Bereich gipfeln in der Fähigkeit, Musik erleben und genießen zu können. Gleichermaßen entwickelten die Tiere einen Sinn für die Erfassung von Licht, was sich dann zum Schwarz-Weiß-Sehen weiterentwickelt hat. Einige Tiere (inklusive Menschen) entwickelten sich weiter und konnten Frequenzen wahrnehmen, was wir als Farben erleben, und schließlich breiteten sich diese neuen Fähigkeiten sehr weit in der gesamten menschlichen Gesellschaft aus, so dass nur noch sehr wenige Menschen nicht in der Lage sind, Musik zu hören oder Farben wahrzunehmen.
In Abschnitt drei des dritten Teils entwickelt Bucke seine Vorhersage, dass die nächste Stufe der menschlichen geistigen Entwicklung, die er „Kosmisches Bewusstsein“ nannte, sich ganz langsam entwickeln wird, um sich dann schließlich in der gesamten Menschheit durchzusetzen.
Seine Weltsicht war durch und durch optimistisch. In Teil I (“First Words”) schrieb er, dass das Universum derart gebaut und geordnet ist, dass alles ohne weiteres miteinander zum Besten von allem und jedem zusammenarbeitet, dass das Gründungsprinzip der Welt Liebe ist und die Glückseligkeit eines jeden auf Dauer absolut sicher ist.

## Tod
Am 19. Februar 1902 glitt Bucke auf einer Eisfläche vor seinem Haus aus und schlug mit dem Kopf auf. Er starb ein paar Stunden später, ohne das Bewusstsein wiederzuerlangen.

“He was deeply mourned by a large circle of friends, who loved him for his sturdy honesty, his warm heart, his intellectual force, but most of all for his noble qualities as a man.”

„Ein großer Freundeskreis, der ihn wegen seiner unbeugsamen Redlichkeit, seiner Warmherzigkeit, seiner intellektuellen Stärke, vor allem aber wegen seiner edlen Eigenschaften als Mensch liebte, betrauerte ihn aus tiefstem Herzen.“

## Vermächtnis
Bucke war Teil einer Fortschrittsbewegung, die sich mit der Behandlung geistig verwirrter Menschen beschäftigte. Seine Konzeption des kosmischen Bewusstseins entwickelte (obwohl nicht immer gut verstanden) eine eigene Geschichte und beeinflusste viele in ihrem Denken und Schrifttum.
Zusammen mit Klassikern wie William James’ Varieties of Religious Experience (der seinerseits Bucke zitiert) und einigen neueren Publikationen wurde seine Studie Teil der Grundlage der Transpersonalen Psychologie.
Seine Schriften werden in der Weldon Library der medizinischen Fakultät der University of Western Ontario aufbewahrt, deren Mitgründer er war.
Colm Feore porträtierte ihn in seinem 1990 entstandenen Film Beautiful Dreamers zusammen mit seinem Freund Walt Whitman (Rip Torn).

## Publikationen
Von Bucke
- Diary of R. Maurice Bucke, M.D., C.M. 1863.
- Man's Moral Nature – Internet Archive 1879.
- Walt Whitman (original edition, 1883).
- Cosmic Consciousness: A Study in the Evolution of the Human Mind, 1901, Innes & Sons, Penguin Books 1991 edition: ISBN 0-14-019337-5, 1905 edition online (37 MB PDF-Datei; 38,3 MB).
- Richard Maurice Bucke, Medical Mystic: Letters of Dr. Bucke to Walt Whitman and His Friends, Artem Lozynsky (editor), 1977, Wayne State University Press, ISBN 0-8143-1576-3.
- Richard Maurice Bucke, bearb. und aktualisiert von Uros Mangilla: Das kosmische Bewusstsein: seine Wege und Prinzipien. Arcturus Verlag, Schäffern 2005, ISBN 3-901489-47-9.

Über Bucke
- James H Coyne: Richard Maurice Bucke: A Sketch. J. Hope & Sons, 1906 (dlib.stanford.edu PDF of rev. ed., Toronto 1923).
- George Hope Stevenson: The Life and Work of Richard Maurice Bucke. An Appraisal. In: American Journal of Psychiatry. Band 93, 1937, S. 1127–1150.
- Cyril Greenland: Richard Maurice Bucke, M.D. 1837–1902. The evolution of a mystic. 1966.
- Samuel Edward Dole Shortt: Victorian Lunacy: Richard M. Bucke and the Practice of Late Nineteenth-Century Psychiatry. Cambridge University Press, 1986, ISBN 0-521-30999-9.
- Peter Rechnitzer: The Life of Dr. R.M. Bucke. Quarry Press, 1994; 1997 edition: ISBN 1-55082-064-8.
- P. D. Ouspensky: The Cosmic Consciousness of Dr. Richard M. Bucke. Kessinger Publishing, 2005 edition: ISBN 1-4253-4399-6.